# Muhammad II. (Choresmien)

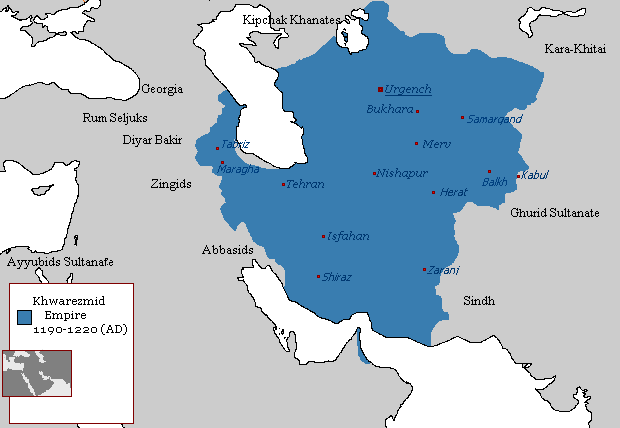
Herrschaftsbereich von Muhammads II.

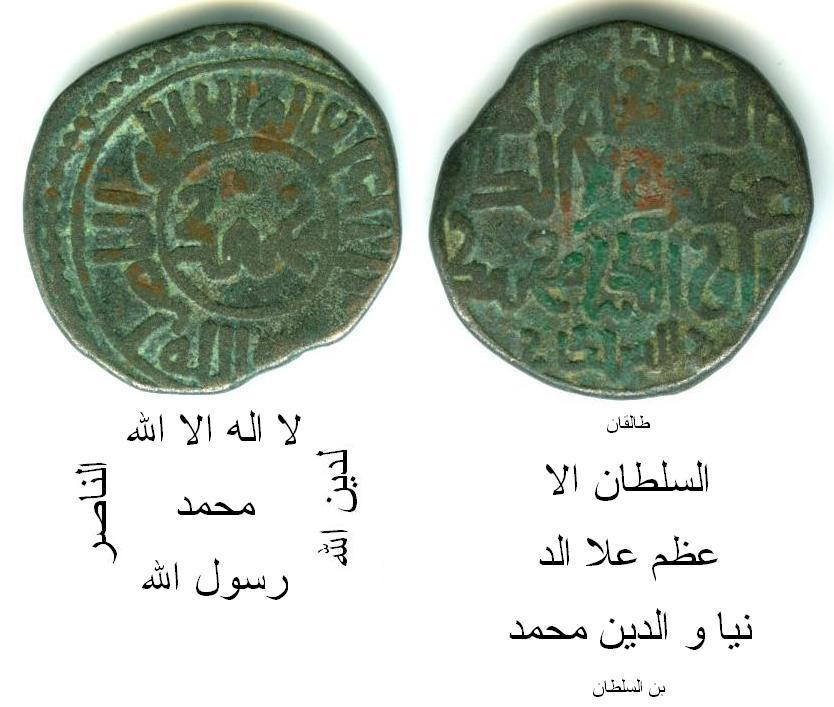
Eine in Taloqan unter der Herrschaft des Choresm-Schahs Ala ad-Din Muhammad (reg. 1200–1220) geprägte Münze

Ala ad-Din Muhammad II. (persisch علاءالدین محمد خوارزمشاه; mit vollem Namen Ala ad-Dunya wa ad-Din Abul-Fath Muhammad Sandschar ibn Tekisch, auch Muhammad bin Tekeš; * 1169; † 1220 am Kaspischen Meer) gehörte zur Dynastie der Anuschteginiden und war ab 1200 als Choresm-Schah Herrscher über Choresmien und weite Teile Zentralasiens. Muhammad II. stieg im Laufe seiner Regentschaft zu einem mächtigen Herrscher auf, doch der Mongolensturm beendete 1220 seine Herrschaft.

## Herrschaft
Muhammad II. war der Sohn Ala ad-Din Tekischs und Terken Chatuns. Er beerbte 1200 seinen Vater; direkt nach seiner Thronbesteigung musste Muhammad II. eine Invasion der Ghuriden unter den Brüdern Ghiyas ad-Din Ghori und Mu'izz ad-Din abwehren. Diese drangen in Chorasan ein, eroberten Nischapur und stießen Richtung Rey vor, kamen hier aber nur bis Gorgan. Als Ghiyas 1202 in Herat starb, nutzte Muhammad II. diese Gelegenheit und belagerte selbst Herat. Allerdings konnte ihn Mu'izz ad-Din vor Herat schlagen, woraufhin Muhammad II. in seine Hauptstadt Gurgandsch floh. Mu'izz ad-Din belagerte nun seinerseits Gurgandsch und Muhammad II. wandte sich in seiner Verzweiflung an die Kara Kitai, die eine Armee entsandten. Mu'izz ad-Din musste sich zurückziehen und wurde später 1206 ermordet.
Muhammad II. wurde später von Mu'izz ad-Dins Nachfolger Ghiyath ad-Din Mahmud zu Hilfe gegen einen aufständischen General gerufen. Anstatt diesen General in Ghazni anzugreifen, wandte sich Muhammad II. gegen Ghiyath ad-Din Mahmud und eroberte Balch und Termiz. Aber während seines Eroberungszuges wurde Muhammad II. von den Kara Kitai gefangen genommen und kam erst 13 Monate später frei. Wieder in Freiheit eroberte Muhammad II. Herat und zwang Ghiyath ad-Din Mahmud unter seine Oberherrschaft.
Muhammad II. machte nicht halt und eroberte weitere Städte und Gebiete. So nahm er 1207 Samarkand ein und entriss 1210 den Bawandiden Tabaristan und den Karachaniden Transoxanien. Seine Expansionspolitik machte ihn zum Herrscher über Taschkent, Fargʻona, Makran und Belutschistan. 1211 wurden die Atabegs von Aserbaidschan seine Vasallen.
1212 vernichtete er das westliche Teilreich der Karachaniden, indem er deren letzten Herrscher Ulugh-Sultan Uthman hinrichtete, und 1215 fielen die letzten Reste der Ghuriden an ihn. 1212 rebellierten die Bewohner Samarkands gegen seine Herrschaft und töteten 8.000 bis 10.000 Choresmier. Muhammad II. brannte aus Vergeltung die Stadt nieder und richtete 10.000 Einwohner hin.
Bis 1217 hatte er das ganze Land zwischen Syrdarja und dem Persischen Golf erobert und sich selbst zum Schah ernannt. Muhammad II. wollte seine Macht durch den Kalifen in Bagdad zusätzlich legitimieren. Als sich aber Kalif an-Nāsir li-Dīn Allāh weigerte, sammelte Muhammad II. eine Armee und marschierte auf Bagdad. Als er aber das Zāgros-Gebirge überquerte, verlor Muhammad II. tausende Soldaten durch einen Schneesturm. Ihm blieb nichts anderes übrig als kehrt zu machen.

## Niedergang und Tod

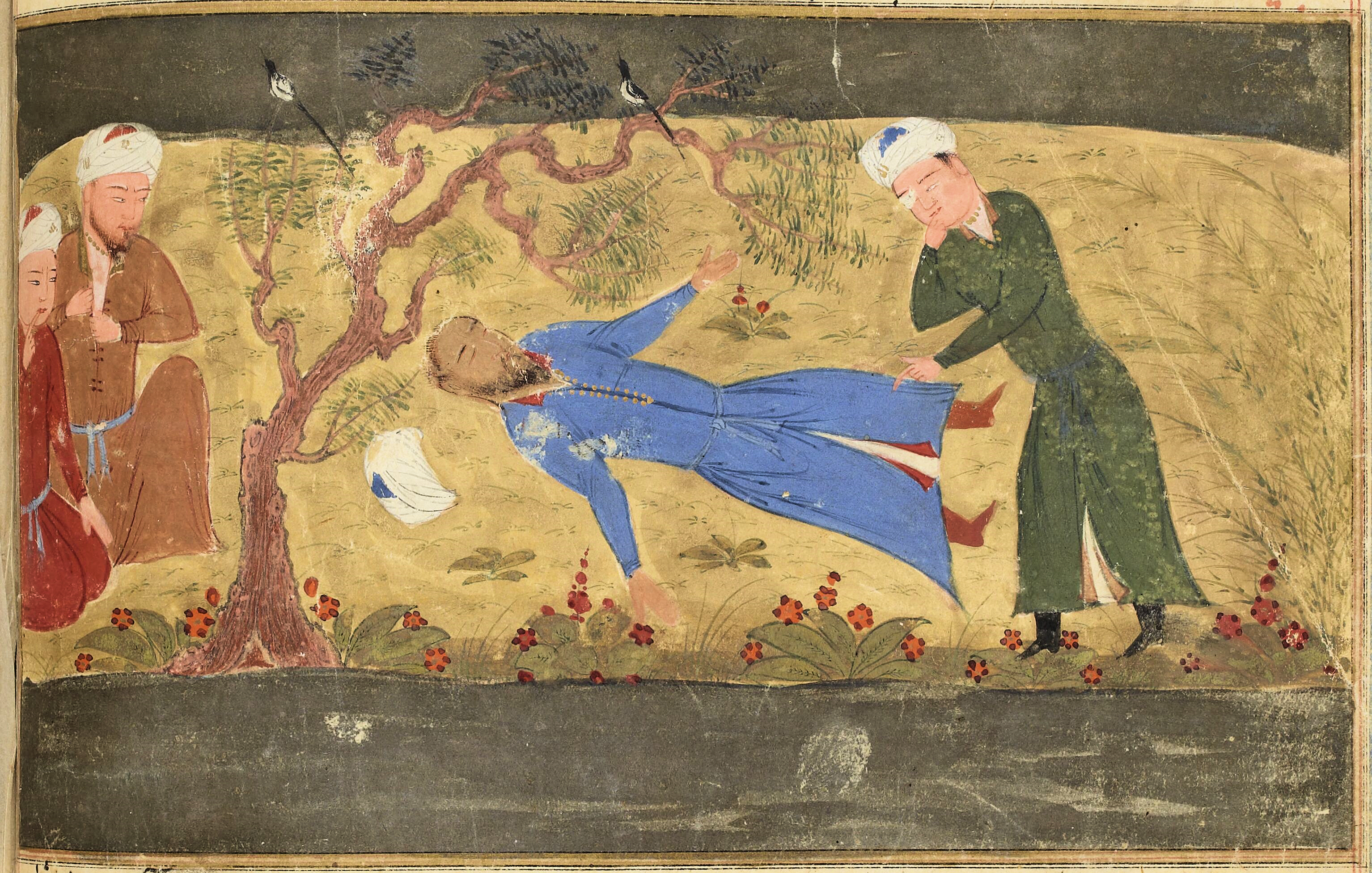
Todesszene Muhammads im Dschami' at-tawarich (Sammlung von Chroniken) von Raschīd ad-Dīn

Im Osten entstand mit den Mongolen ein Großreich, das nach dem Sieg gegen die Kara Kitai an Muhammeds Reich angrenzte. 1218 kam es zu einem ersten Kontakt zwischen beiden Mächten, als Mongolen auf der Jagd nach einem feindlichen General die Grenze überschritten. Dschingis Khan – beschäftigt mit der Eroberung Chinas – entsandte eine Delegation nach Choresmien, um Handelsbeziehungen aufzubauen. Muhammad II. aber, aufgeschreckt durch die Berichte über die mongolischen Gräuel, sah in der Gesandtschaft eine List gegen sein Land. So wurde die Gesandtschaft vom choresmischen Gouverneur von Otrar der Spionage bezichtigt und festgesetzt. Daraufhin schickte Dschingis Khan drei Gesandte, zwei Mongolen und einen Muslim, zum Schah, um diesem noch eine Chance zu geben und den Gouverneur Inaltschuk auszuliefern. Aber Muhammed II. ließ nicht nur die Gesandten hinrichten, sondern auch die gesamte erste Gesandtschaft, die nach einigen Meinungen hundert bis 450 Mann umfasste. Dschingis Khans Rache sollte selbst nach mongolischen Maßstäben grausam werden. Er marschierte 1219 mit über 100.000 Mann in Choresmien ein und zerstörte die Städte Samarkand und Buchara vollständig. Ihm fielen alle Städte des Reiches zum Opfer und zahllose historische Artefakte und Aufzeichnungen wurden zerstört.
Der Schah selbst floh vor den Mongolen und erlag 1220 einer Pleuritis auf einer Insel im Kaspischen Meer nahe dem Hafen Abaskun. Sein ältester Sohn Dschalal ad-Din Mengübirti versuchte später, das Reich zurückzuerobern, scheiterte aber und starb 1231 als letzter Choresm-Schah.